# نيوكاسل يونايتد موسم 2025–26
موسم 2025–26 هو الموسم الـ133 في تاريخ نادي نيوكاسل يونايتد لكرة القدم، والموسم التاسع على التوالي في الدوري الإنجليزي الممتاز. بالإضافة إلى الدوري المحلي، سيشارك النادي أيضًا في كأس الاتحاد الإنجليزي وكأس الرابطة الإنجليزية ودوري أبطال أوروبا.